# 羊山公園

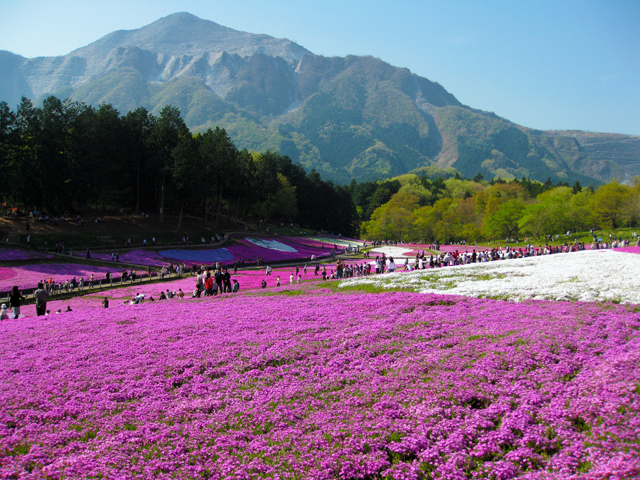
羊山公園の芝桜の丘（2010年5月撮影）

羊山公園（ひつじやまこうえん）は、埼玉県秩父市大宮にある公園。一面に芝桜が植えられた「芝桜の丘」で知られ、毎年4月上旬から5月上旬の開花時期には多くの観光客でにぎわう。

## 概要
武甲山から北に尾根状に延びる羊山丘陵上にあり、西に秩父市街を一望でき、南には武甲山の雄大な姿を間近に見ることができる。公園は中央部にある小さな谷で南北に二分される形になっており、北側のブロックに「見晴しの丘」など、南側のブロックに「芝桜の丘」などがある。
「芝桜の丘」には約17,600m2の面積に9種類、約40万株の芝桜が植えられており、4月上旬から5月上旬にかけては一面がピンクと白に塗り分けられる。芝桜は2000年から植えられ始め、それ以降知名度が増して多くの観光客が訪れるようになった。
斜面のデザインは、ユネスコ無形文化遺産に登録されている秩父夜祭の山車に乗った囃子手の襦袢模様をイメージしている。
開花時期には秩父鉄道や西武鉄道で臨時列車が運転されている。公園内に駐車場があるものの、開花期にはとても収容しきれないため、近隣地に臨時駐車場を設置するとともに公園周辺の交通規制が実施されるが、周囲の道路では大渋滞が起きている。
「羊山」の名は戦前に県の綿羊種畜場が設けられていたことによる。この名にちなんで芝桜の丘の西に「ふれあい牧場」が設けられ、多くの羊が飼われている。
桜の季節には、ソメイヨシノや八重桜などたくさんの桜が咲く。山麓の「牧水の滝」は、秩父を愛した歌人若山牧水の歌碑がある。その他、アスレチック広場、テニスコート、菖蒲田、棟方志功の作品を中心に展示する美術館「やまとーあーとみゅーじあむ」、武甲山に関する資料を集めた「武甲山資料館」がある。
2007年より芝桜の咲く時期は「芝桜の丘」が有料となった（ただし、芝桜が7分咲き以上になり、見頃が終わるまで）。入園料300円。団体20名以上250円。

## 交通
- 秩父鉄道御花畑駅または西武鉄道西武秩父駅・横瀬駅から「芝桜の丘」までは約1.4 - 1.5km[1]　徒歩約15分 - 20分、「見晴しの丘」までは徒歩約10分 - 15分

### 付近の観光名所
- 秩父三十四箇所
- 秩父神社 羊山公園より徒歩20分
- 秩父ふるさと館（国の登録有形文化財）羊山公園より徒歩20分
- 秩父まつり会館 羊山公園より徒歩20分
- ちちぶ銘仙館（国の登録有形文化財）羊山公園より徒歩15分

## ギャラリー

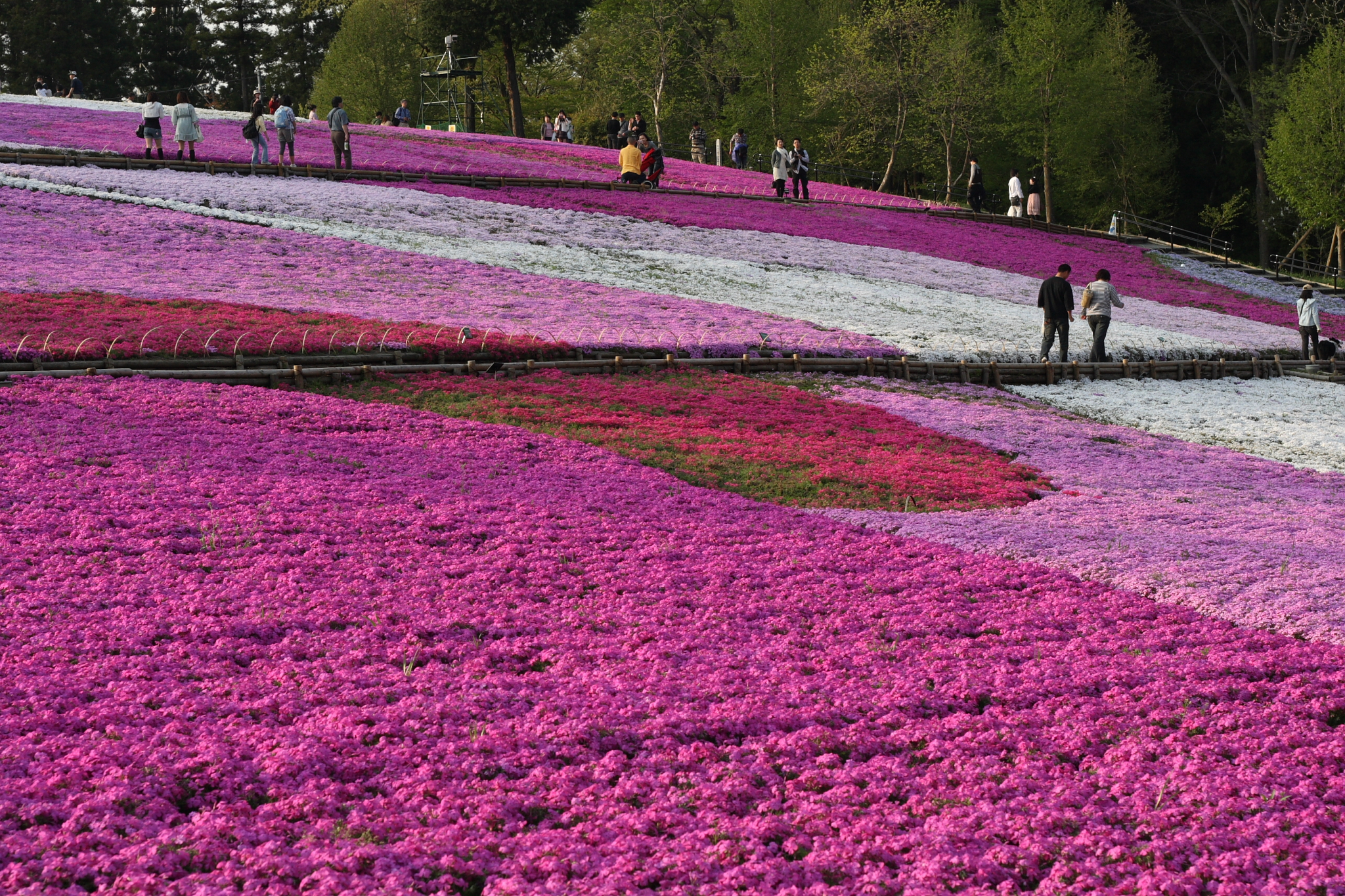
羊山公園の芝桜（2009年）
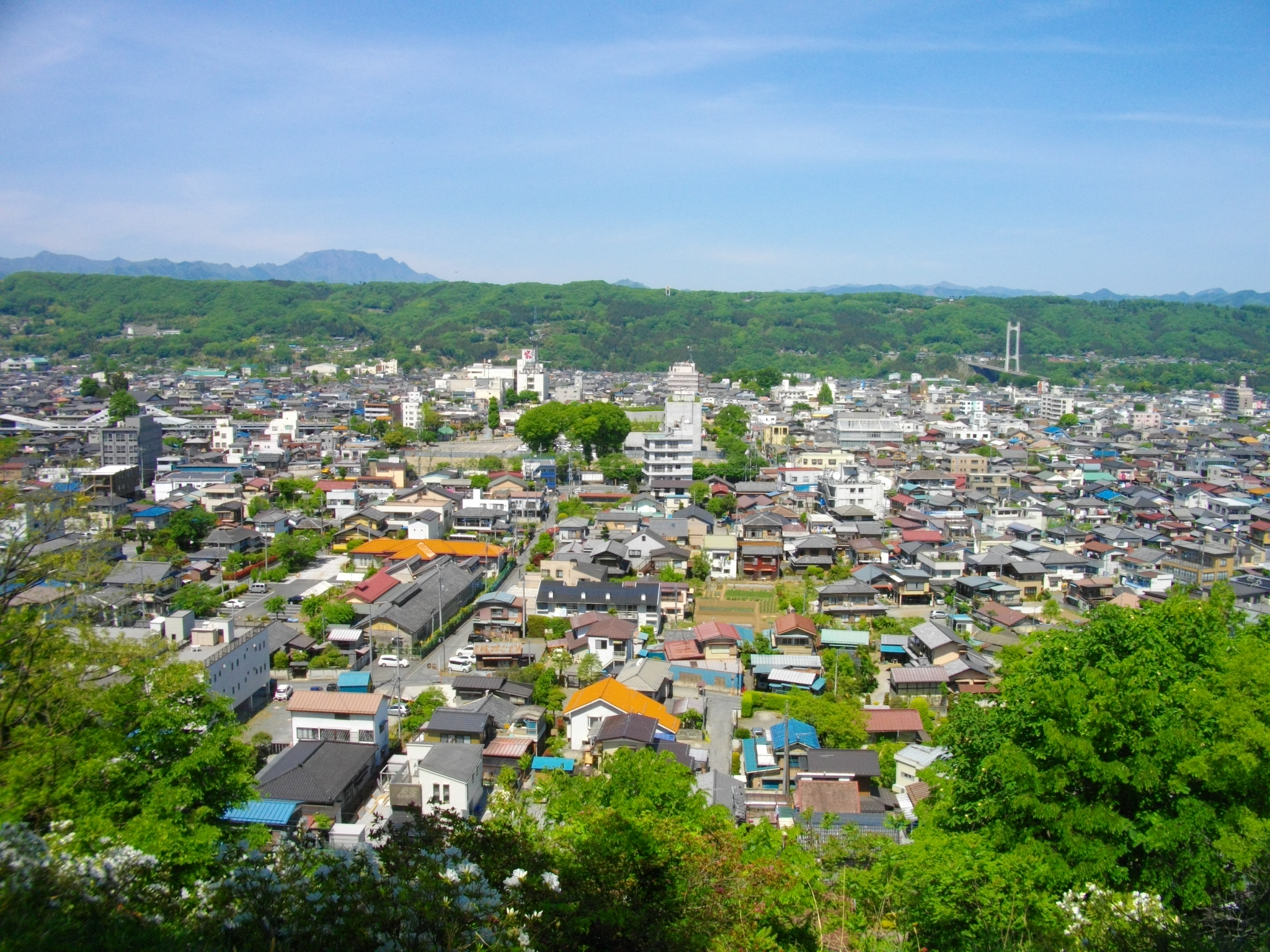
見晴らしの丘からの眺め
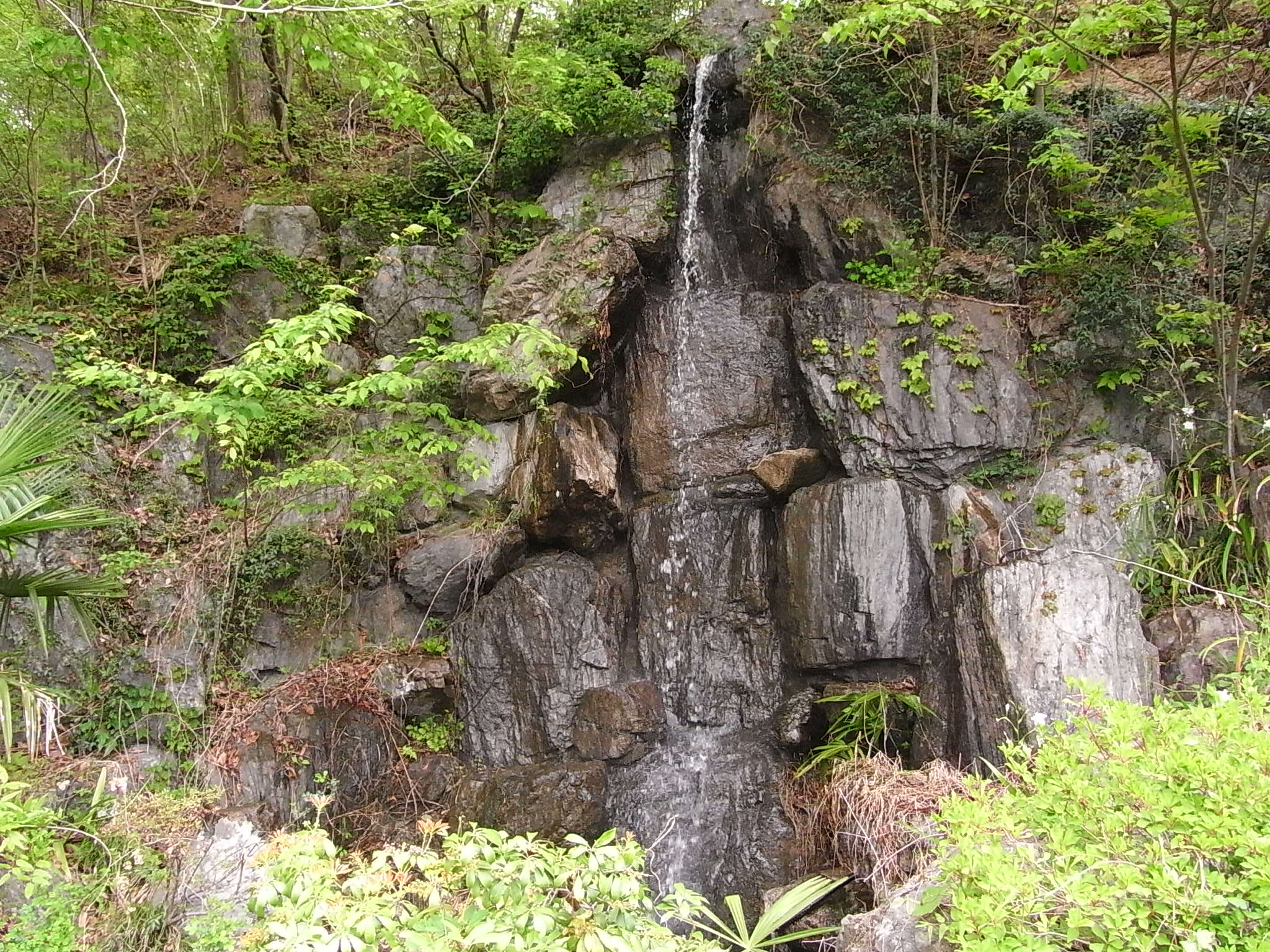
羊山公園傍の「牧水の滝」（2009年4月24日撮影）
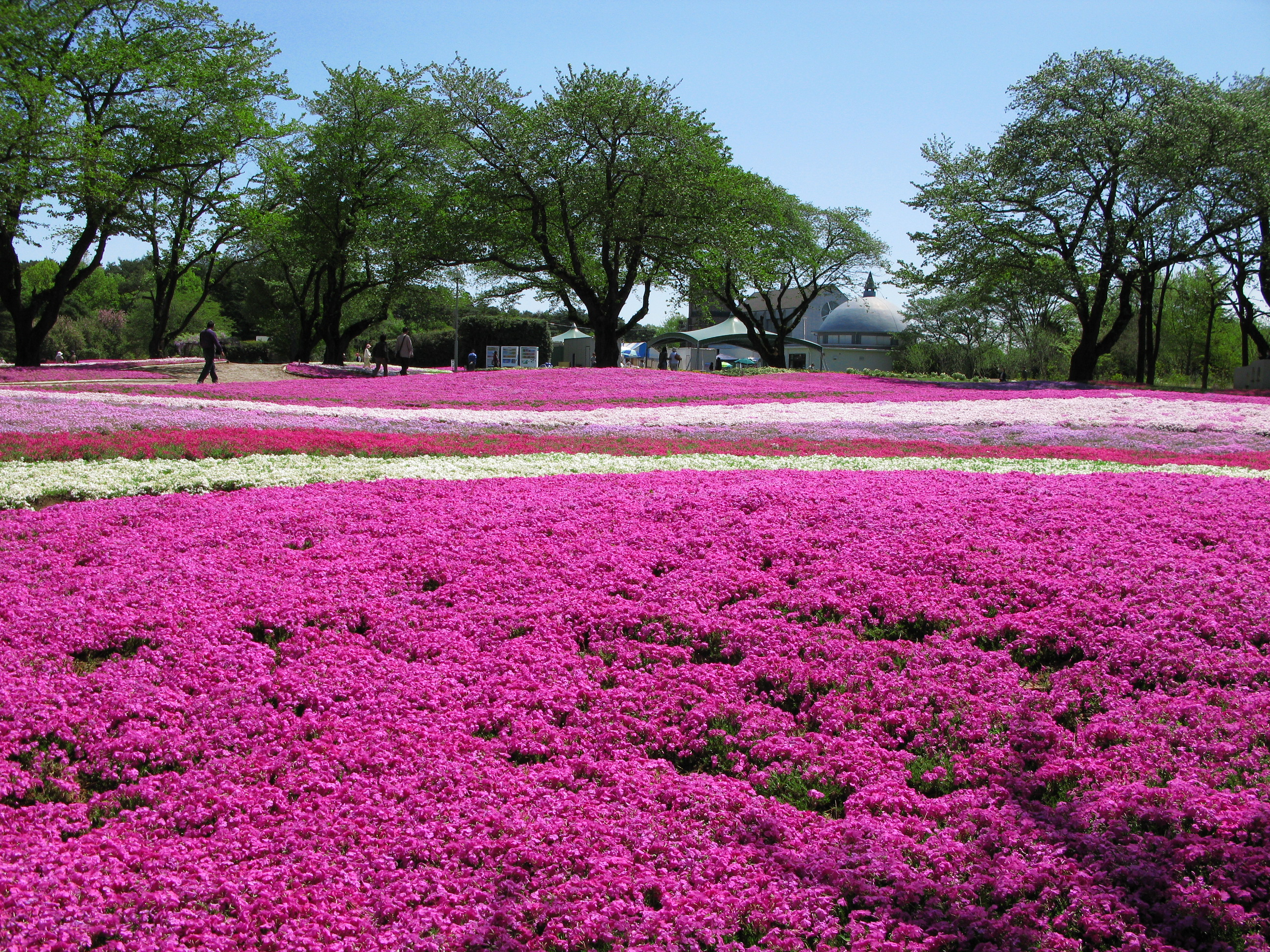
羊山公園の芝桜